# Luciene Carris
Luciene Pereira Carris Cardoso é uma historiadora, pesquisadora e professora brasileira. Doutora em História pela Universidade do Estado do Rio de Janeiro (UERJ), tem se destacado por suas pesquisas sobre história urbana, história política e representações da Revolução Russa no Brasil. É autora de livros que abordam desde a institucionalização da geografia no Brasil até a história do bairro do Jardim Botânico, no Rio de Janeiro.

## Formação acadêmica e trajetória
Luciene Carris possui graduação, mestrado e doutorado em História pela Universidade do Estado do Rio de Janeiro (UERJ). Realizou pós-doutorado no Laboratório de Geografia Política da Universidade de São Paulo (USP) em 2013 e na Pontifícia Universidade Católica do Rio de Janeiro (PUC-Rio) em 2019, sob supervisão do historiador Antonio Edmilson Rodrigues.
Atuou como pesquisadora e coorientadora de trabalhos de pós-graduação em História e Geografia na Universidade Federal Fluminense (UFF). Também é cofundadora do canal "Entreconexões" e do podcast "Sarau da Casa Azul", iniciativas voltadas para a divulgação da história e cultura. 

## Produção acadêmica e livros
Luciene Carris tem diversas publicações, com destaque para os seguintes livros:
- O Lugar da Geografia Brasileira: a Sociedade de Geografia do Rio de Janeiro (1883-1945) (Editora Alameda, 2015) – Analisa a trajetória da Sociedade de Geografia do Rio de Janeiro e seu papel na institucionalização da geografia no Brasil.[3]

- Intelectuais, Militares, Instituições na Configuração das Fronteiras Brasileiras (1883-1903) (Alameda, 2016) – Aborda o processo de demarcação das fronteiras do Brasil no final do século XIX e início do XX.[4]

- Russos em Revista: a Revolução Russa nas Revistas Ilustradas Brasileiras (Gramma, 2018) – Coautoria com Andrea Casa Nova Maia e Vicente Saul Moreira dos Santos. Analisa como a Revolução Russa foi retratada na imprensa ilustrada brasileira entre 1917 e 1930.[5]

- Histórias do Jardim Botânico: um recanto proletário na zona sul carioca (1884-1962) (Telha, 2021) – Livro que resgata a história social do bairro Jardim Botânico, no Rio de Janeiro, destacando seu passado operário e as transformações urbanas.[6]

Além desses, Luciene organizou coletâneas e capítulos em obras sobre história urbana, geopolítica e história do Brasil Republicano. 

## Contribuições acadêmicas
Luciene Carris tem uma atuação destacada em pesquisas sobre história urbana e política. Seu trabalho sobre a Revolução Russa e sua repercussão na imprensa brasileira foi elogiado por historiadores e pesquisadores, destacando-se o impacto das representações da revolução na formação do imaginário político brasileiro. 
Seu livro sobre o bairro Jardim Botânico também recebeu ampla atenção na imprensa. O jornal O Globo publicou uma reportagem destacando como a pesquisa resgatou a história esquecida dos operários que viveram na região e seu envolvimento em movimentos sociais e trabalhistas.

## Divulgação científica e mídia
Além da produção acadêmica, Luciene Carris participa ativamente da divulgação científica e cultural. Foi entrevistada pela TVT/Rádio Brasil Atual sobre seu livro Histórias do Jardim Botânico e a preservação da memória urbana do Rio de Janeiro. 